# Ulica Mostowa w Krakowie
Ulica Mostowa – ulica w Krakowie, w dzielnicy I Stare Miasto, na Kazimierzu. Łączy plac Wolnica z ul. Podgórską, biegnącą wzdłuż Wisły.
Ulica została wytyczona jako aleja pod koniec 1. połowy XIX wieku w związku z budową Mostu Podgórskiego, który połączył kazimierski i podgórski brzeg rzeki . Poprzedni most, most Karola, zlokalizowany był w ciągu pobliskiej ul. Gazowej. Od 1901 ulicą Mostową przebiegała linia pierwszego w Krakowie tramwaju elektrycznego, łączącego dworzec kolejowy i Rynek Główny z Mostem Podgórskim. Po rozebraniu mostu w 1925, można było w tym miejscu przeprawić się na drugą stronę Wisły drewnianą kładką. Nowy most w tej okolicy powstał w 1933 w ciągu ul. Krakowskiej. Ulica Mostowa ponownie została połączona z drugim brzegiem rzeki w 2010, kiedy otwarto kładkę pieszo-rowerową. Otwarcie kładki ożywiło ulicę, przy której powstały liczne kawiarnie i restauracje.
Przy ulicy wzniesione zostały w latach 1868–1873 dwupiętrowe kamienice, w większości projektowane przez Jacka Matusińskiego. Do rejestru zabytków wpisana jest kamienica z 1869 położona przy ul. Mostowej 1 . W podworcu kamienicy przy ul. Mostowej 8 w 1907 powstała synagoga Chany i Abrahama Lednitzerów.

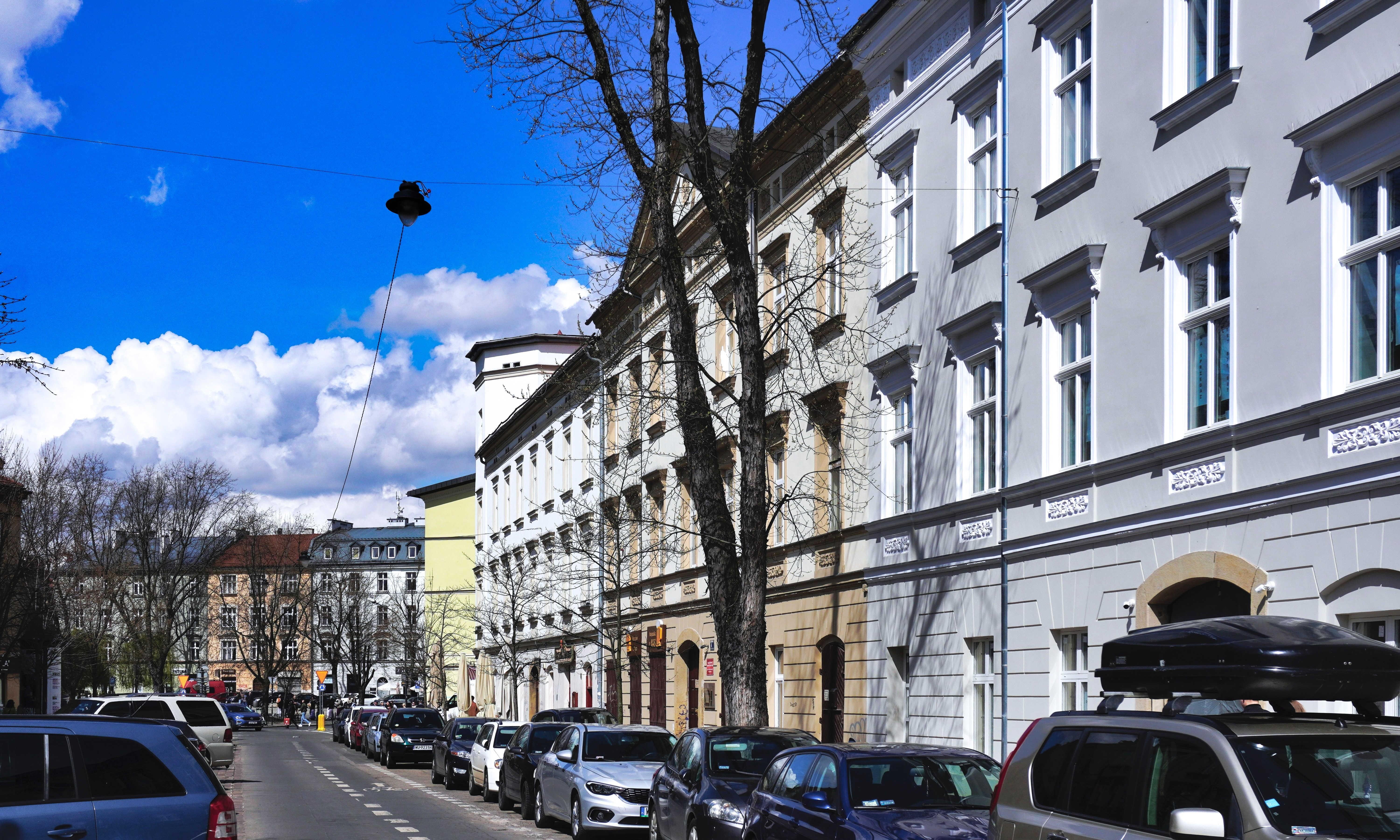
Widok od skrzyżowania z ul. Trynitarską na północny zachód
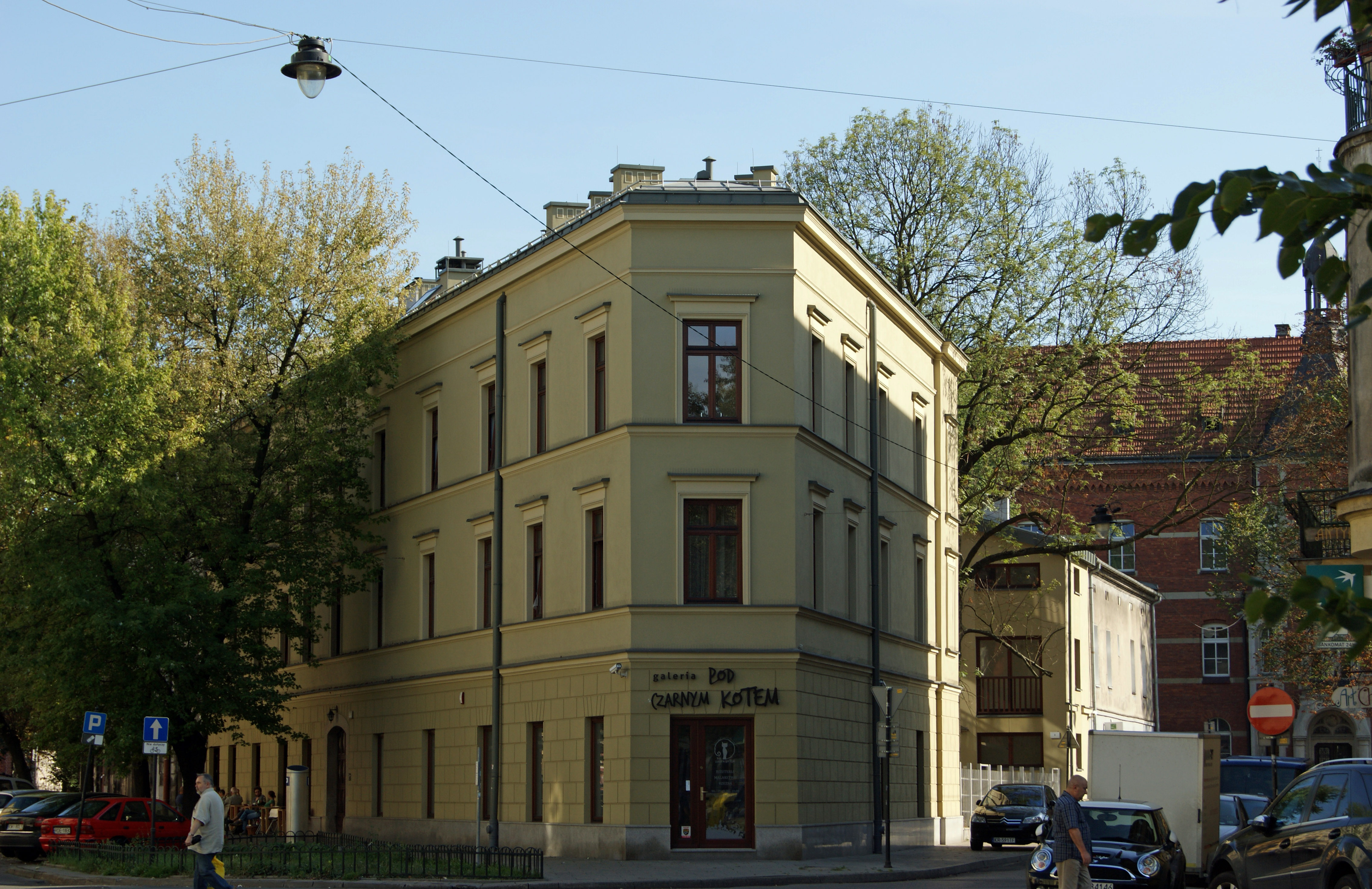
ul. Mostowa 1
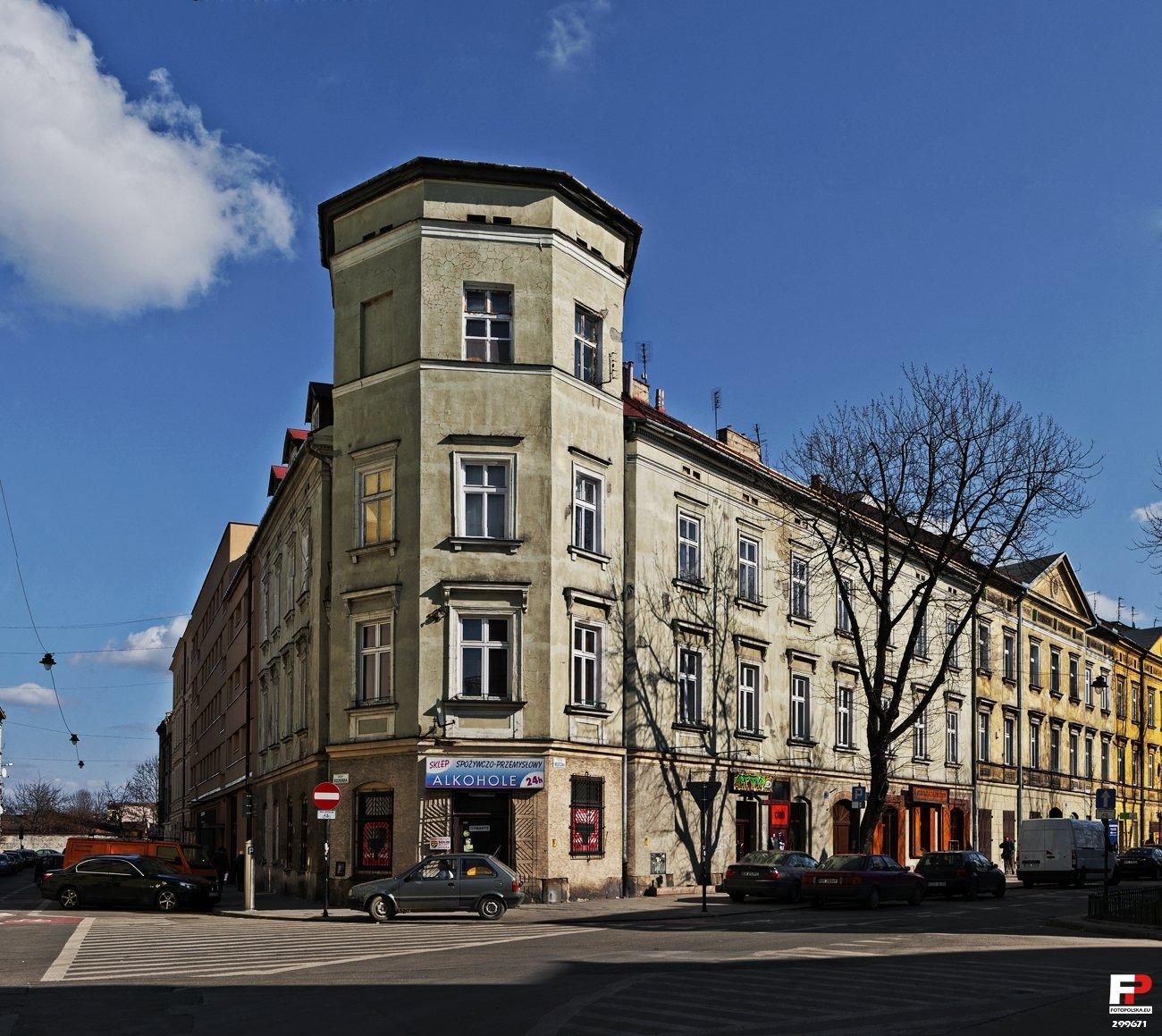
ul. Mostowa 2
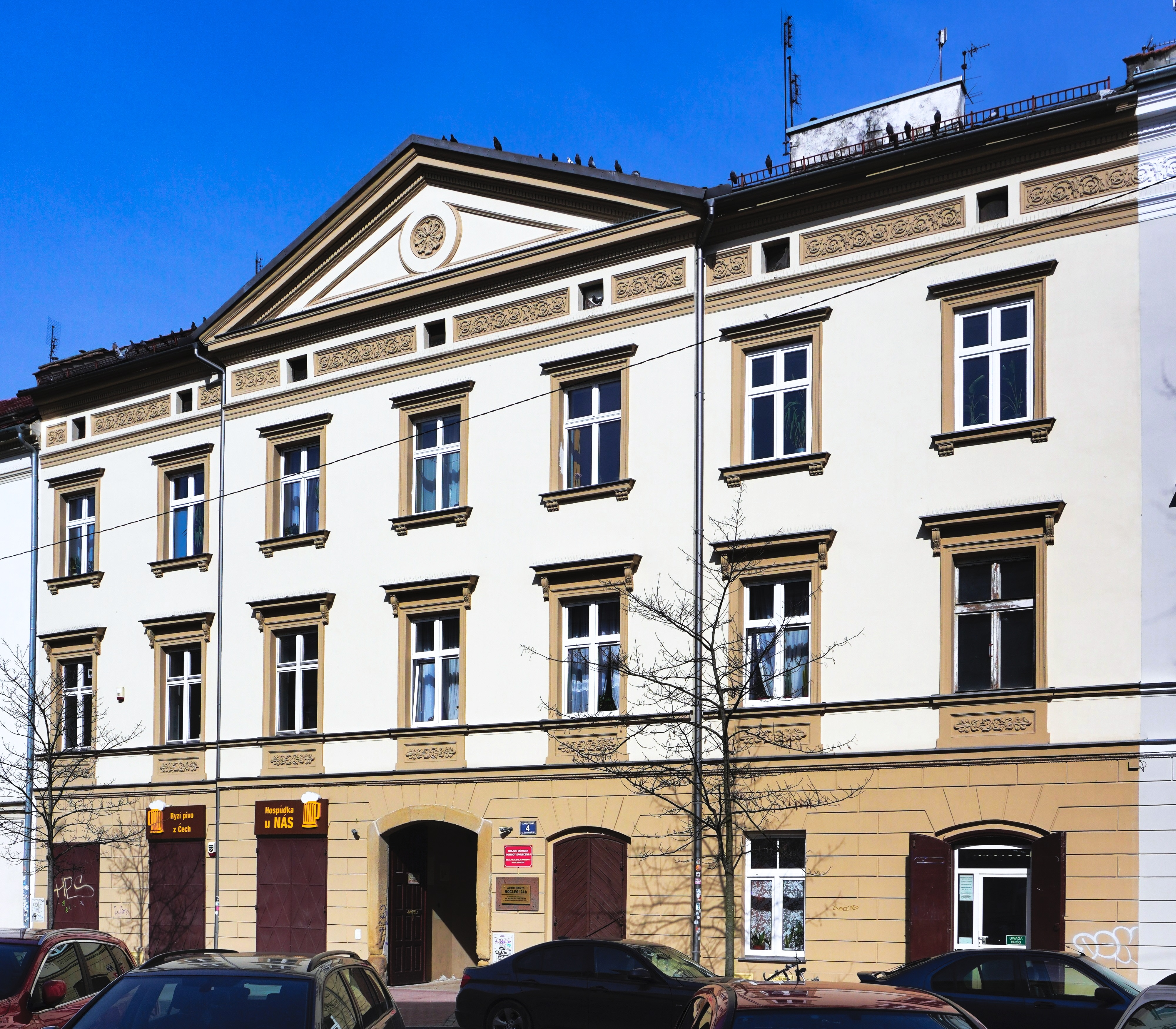
ul. Mostowa 4 Kamienica (proj. Jacek Matusiński, 1869–1870)
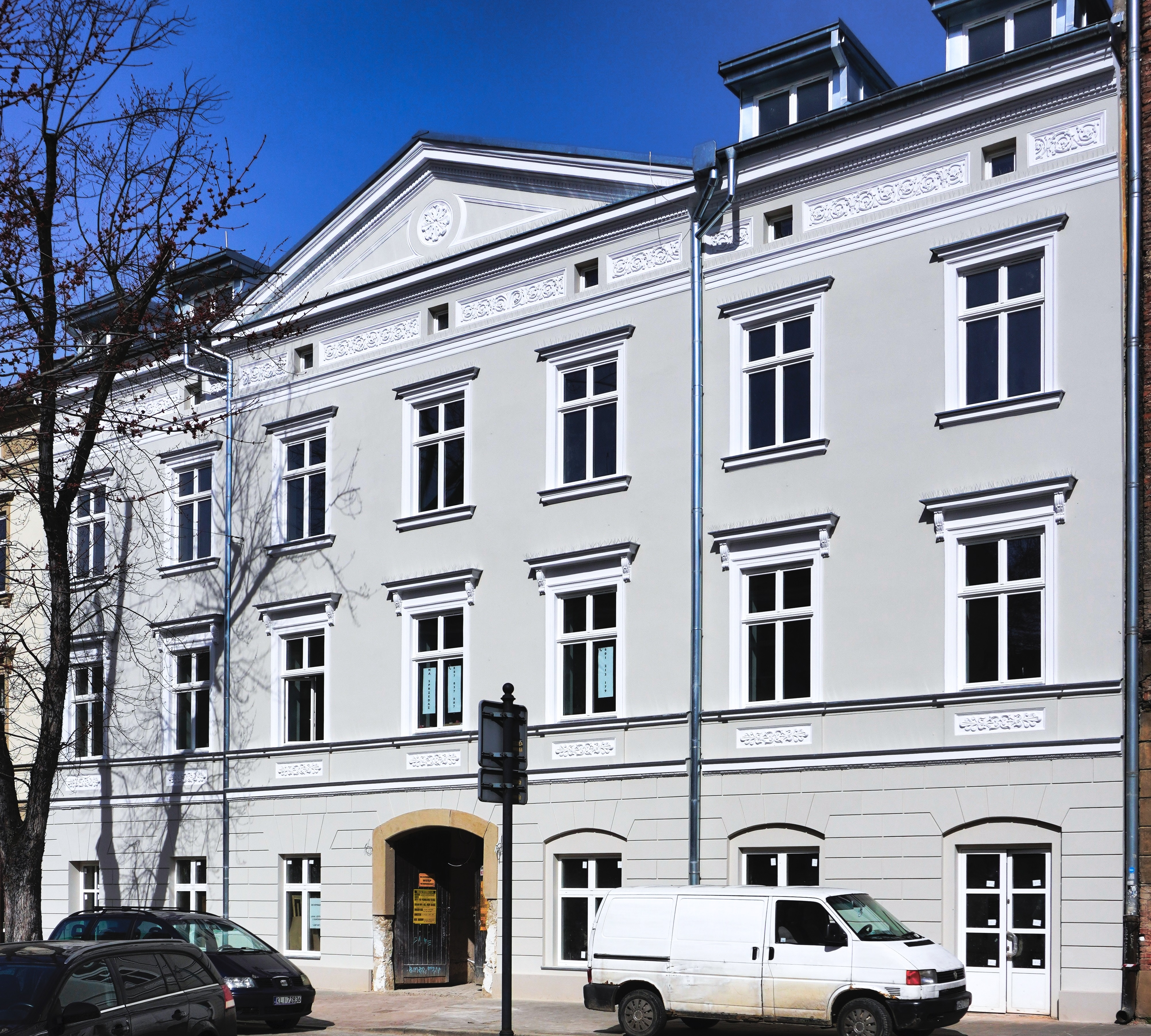
ul. Mostowa 6 Kamienica (proj. Jacek Matusiński, 1868–1870)
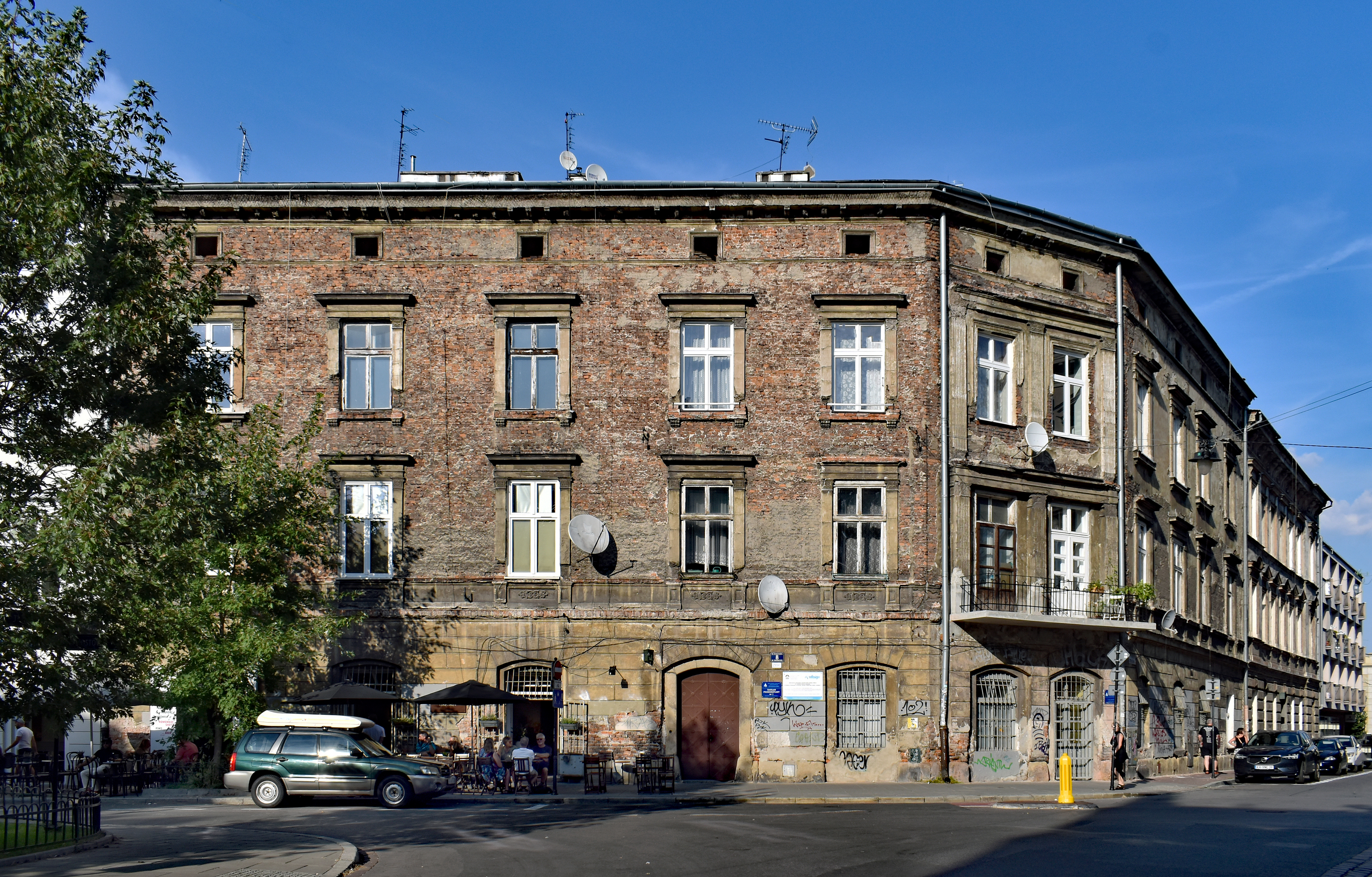
ul. Mostowa 8 Kamienica (ok. 1870)
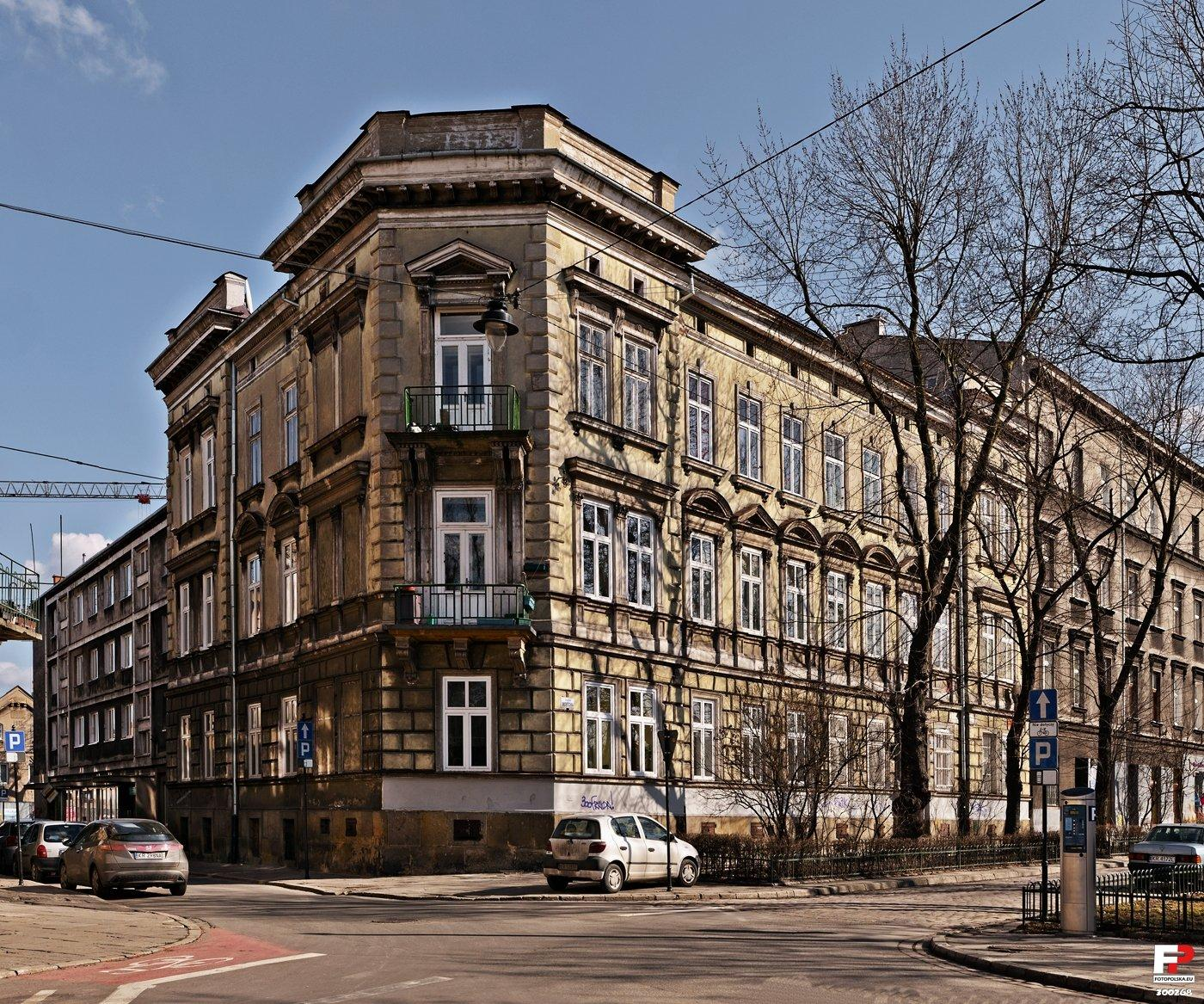
ul. Mostowa 10